# 公害対策基本法
公害対策基本法（こうがいたいさくきほんほう、昭和42年8月3日法律第132号）は、日本の4大公害病である水俣病、第二水俣病（新潟水俣病）、四日市ぜんそく、イタイイタイ病の発生を受け制定された公害対策に関する基本法である。
1967年8月3日公布、同日施行。1993年11月19日、環境基本法施行に伴い廃止された。公害といっても様々な種類のものがあるが、この法律では大気汚染、水質汚濁、土壌汚染、騒音、振動、地盤沈下、悪臭の7つを公害と規定していた。（典型7公害）

## 目的
国民の健康で文化的な生活を確保するうえにおいて公害の防止がきわめて重要であることにかんがみ、事業者、国及び地方公共団体の公害の防止に関する責務を明らかにし、並びに公害の防止に関する施策の基本となる事項を定めることにより、公害対策の総合的推進を図り、もつて国民の健康を保護するとともに、生活環境を保全することを目的として制定された(同法1条参照)。

### いわゆる「調和条項」
同法の法案の検討時、公害対策の原則として「経済の健全な発展との調和」に配慮することを目的に規定すべきという主張と、健康の保護に関しては経済との調和は不適切との主張があり、最終的な法案としては、生活環境の保全について「経済の健全な発展との調和」を図ることを目的として規定するというものになった。
法案の国会審議（1967年〈昭和42年〉第55回国会）の結果、この「経済の健全な発展との調和」の規定は、生活環境の保全に関する内容について留意事項的に第1条第2項に「前項に規定する生活環境の保全については、経済の健全な発展との調和が図られるようにするものとする。」と定められることになった。
この「調和条項」については、1970年（昭和45年）の第64回臨時国会（いわゆる「公害国会」）において、他の公害対策関連法における調和条項とともに削除された。